# Oreocarya compacta
Oreocarya compacta är en strävbladig växtart som först beskrevs av Larry C. Higgins, och fick sitt nu gällande namn av R.B.Kelley. Oreocarya compacta ingår i släktet Oreocarya och familjen strävbladiga växter. Inga underarter finns listade i Catalogue of Life.